# 新宿三丁目駅
新宿三丁目駅（しんじゅくさんちょうめえき）は、東京都新宿区新宿にある、東京地下鉄（東京メトロ）・東京都交通局（都営地下鉄）の駅。
丸ノ内線では伊勢丹前の副駅名が案内される。

## 乗り入れ路線
東京メトロの丸ノ内線と副都心線、都営地下鉄の新宿線が乗り入れ、接続駅となっている。駅番号は、丸ノ内線がM 09、副都心線がF 13、新宿線がS 02である。

## 歴史
- 1959年（昭和34年）3月15日：帝都高速度交通営団（営団地下鉄）丸ノ内線の駅が開業。
- 1980年（昭和55年）3月16日：都営地下鉄新宿線の駅が開業。乗換駅となる。
- 2004年（平成16年）4月1日：営団地下鉄民営化に伴い、丸ノ内線の駅は東京地下鉄（東京メトロ）に継承される[1]。
- 2007年（平成19年）3月18日：ICカード「PASMO」の利用が可能となる[2]。
- 2008年（平成20年）6月14日：東京メトロ副都心線の駅が開業[3][4]。
- 2010年（平成21年）5月21日：暫定的に使用されていた新宿地下歩道が全面開通。E10出入口が供用開始。
- 2019年（令和元年）8月10日：都営地下鉄新宿線の駅でホームドアの使用を開始[5]。

## 駅構造
丸ノ内線の線路上にある地下通路「メトロプロムナード」が広範囲に連絡しており、新宿駅までの徒歩移動が可能である。また、同じ地下通路を通り、新宿サブナードを経由して西武新宿駅と、さらに新宿駅と都庁前駅を経由して西新宿駅まで移動することも可能である。さらに、副都心線の駅を挟んで甲州街道（国道20号）の地下に南北に伸びる地下道を利用すれば、新宿駅南口（JRのほか同一構内の京王線・京王新線・小田急線・都営新宿線・大江戸線を含む）・タカシマヤタイムズスクエア・バスタ新宿・JR新宿ミライナタワーまで移動することができる。ただし、西武新宿駅（副都心線渋谷駅、及び同駅接続東急東横線・田園都市線方面の西武鉄道発売のフリーきっぷのみ）を除き、これらの駅に接続する路線との連絡運輸は行われていない。
なお、丸ノ内線と副都心線の改札階はエレベーターとスロープで連絡しており、それぞれの改札階とホームを連絡するエレベーターが設置されている。一方、丸ノ内線・副都心線と新宿線の間には乗り換え用エレベーターが存在せず、エレベーター経由で乗り継ぐ場合は地上を経由する必要がある（ただし、乗り換え通路のエスカレーターは車椅子利用に対応している）。
なお丸ノ内線と新宿線の定期乗車券による乗換に関しては、当駅で乗り換える必要がある。隣の新宿駅では、丸ノ内線は新宿西口駅と連絡運輸の取扱を行っているほか、新宿線新宿駅が京王電鉄の管轄駅であることから連絡運輸を行っていないためである。
駅施設の大部分は新宿区新宿に所在するが、最も南側に位置しタカシマヤタイムズスクエアの前に出るE8出口とその手前にあるエレベーター専用出口は区境を超え渋谷区千駄ヶ谷に位置する。

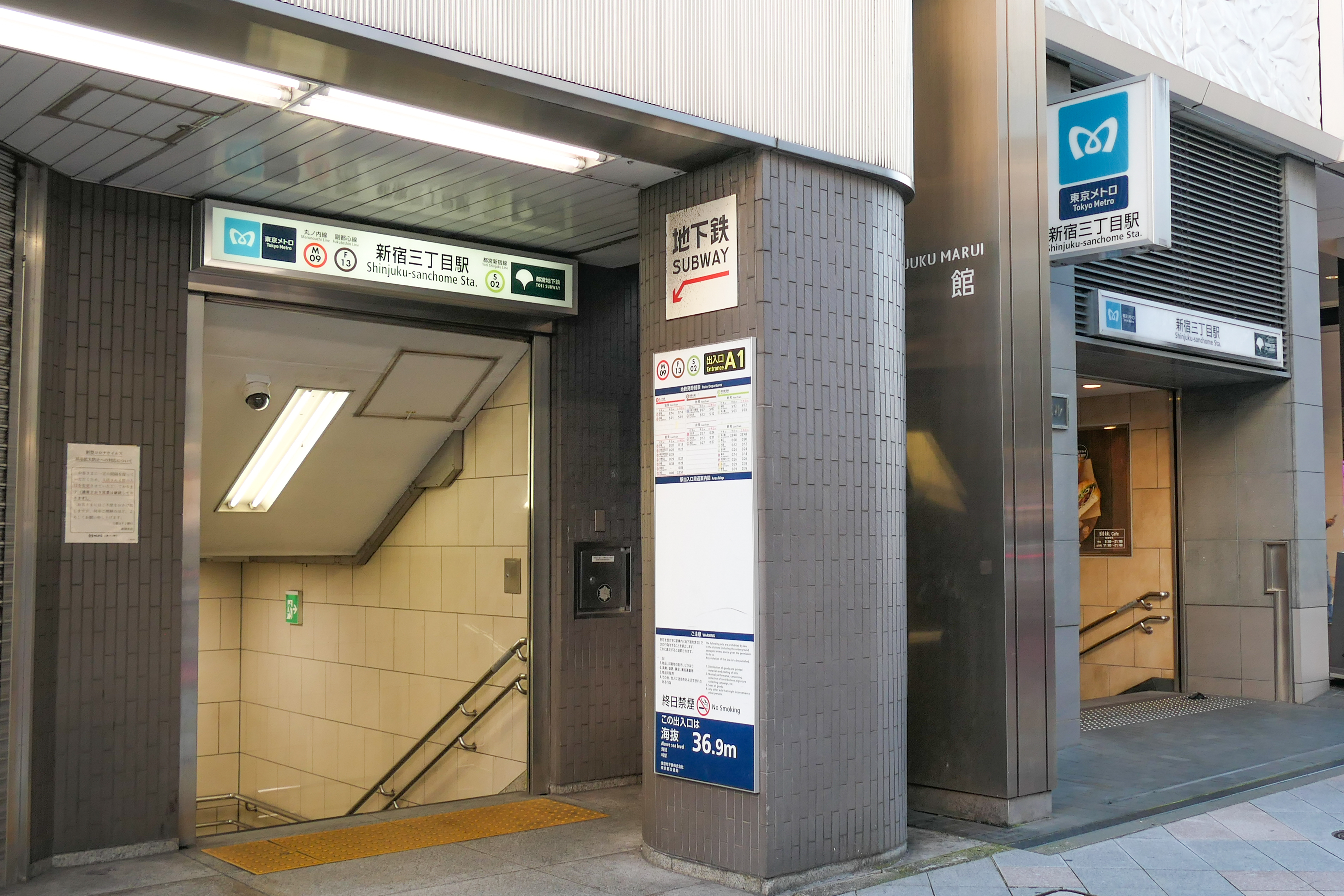
A1番出入口（2022年10月）
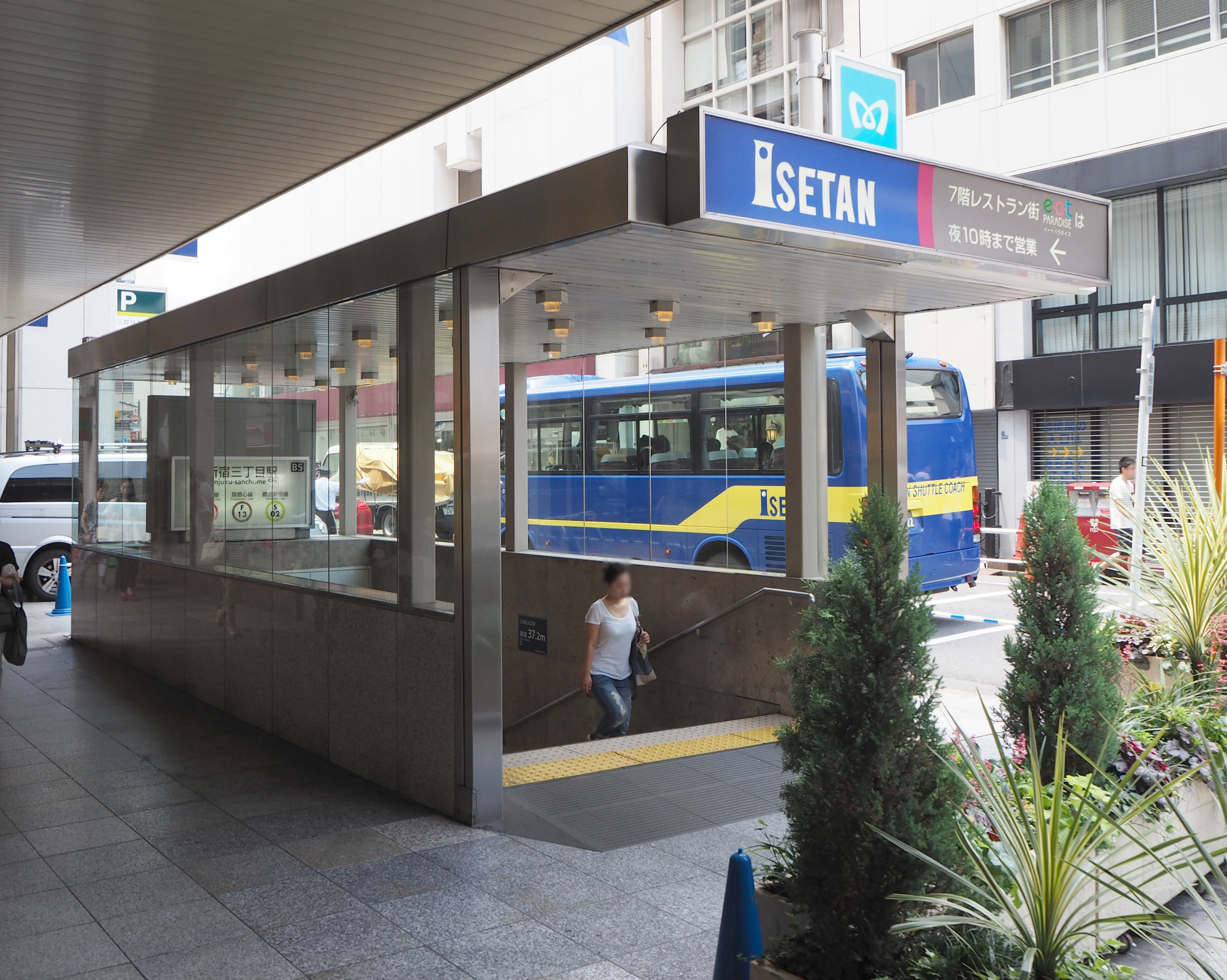
B5番出入口（2015年7月）
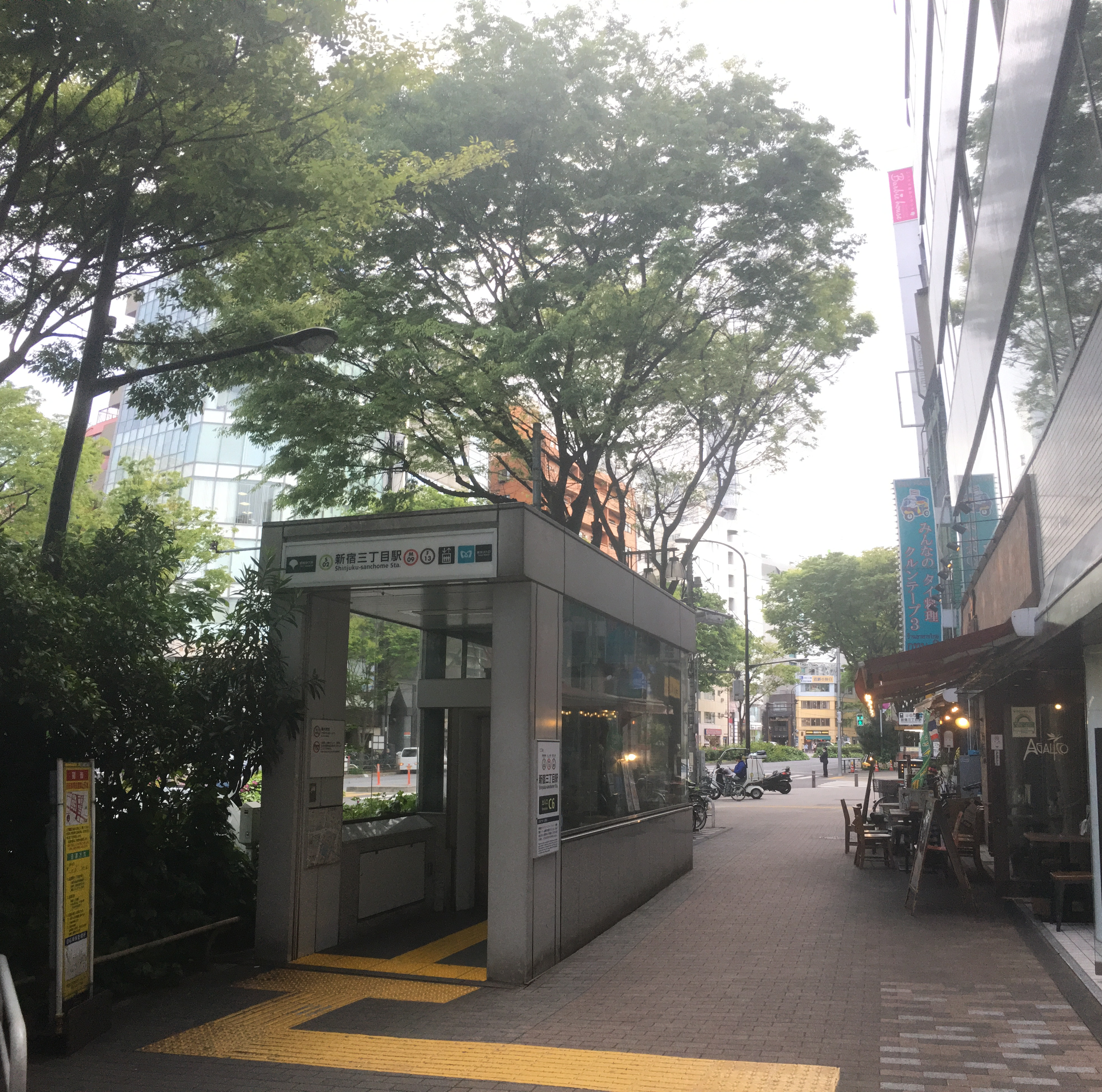
C6番出入口（2021年4月）
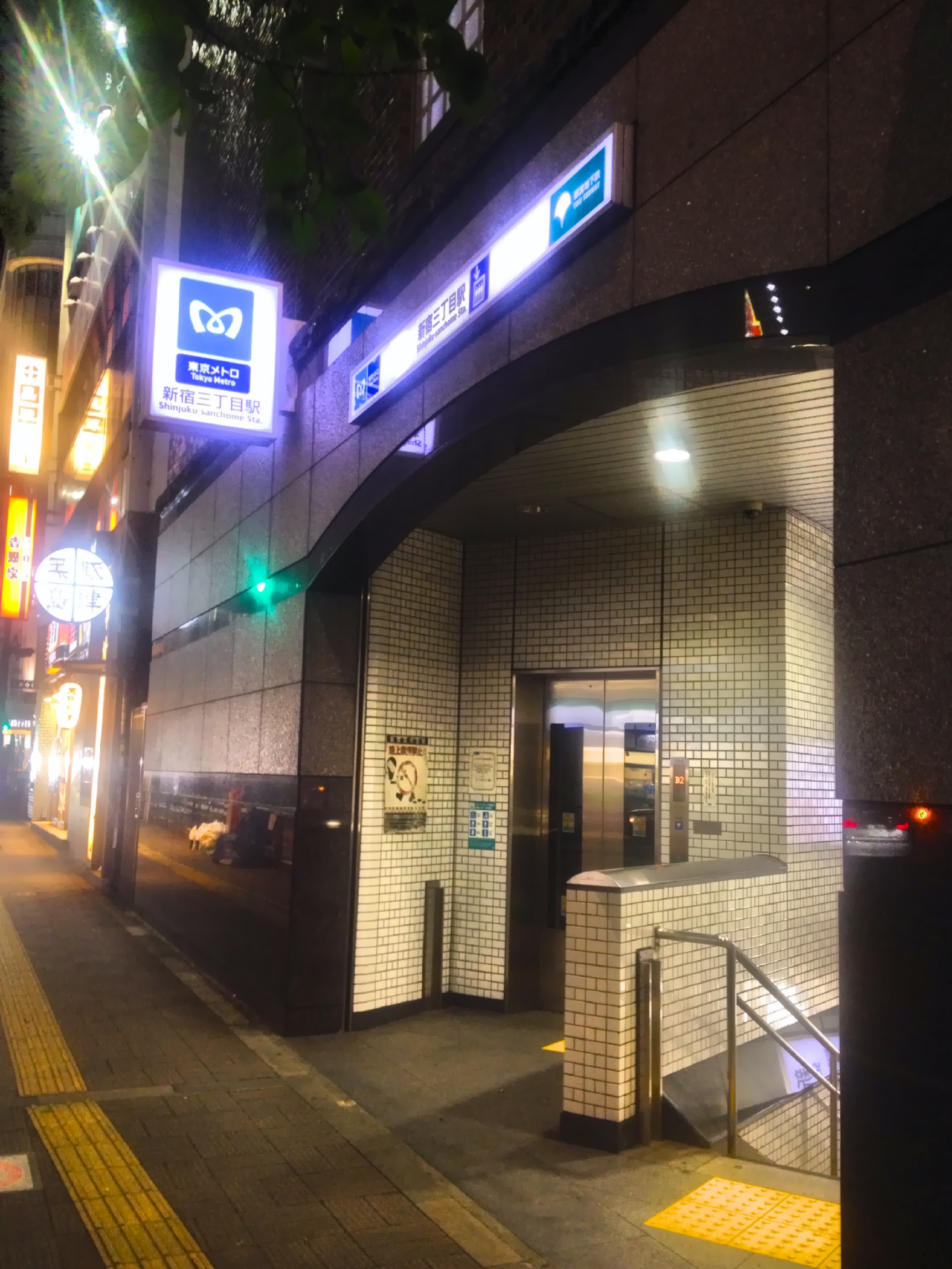
E5番出入口（2018年5月）

### 東京メトロ
直営駅。
丸ノ内線と副都心線は、丸ノ内線ホームの東端と副都心線ホームの北端を結ぶ連絡通路により改札内で乗り換えることが可能である。しかし、ラッシュ時などはこの乗り換え通路が混雑するため、開業後は定期券の乗換客に対してポスターなどで改札外での乗り換えを呼びかけていたが、2012年3月17日から普通乗車券・回数券・PASMO・Suicaでも改札外での乗り換えができるようになった。ただし、他の改札外乗り換えの駅と同様に、定期券や一日乗車券以外で改札外で乗り換える場合は60分の時間制限があるほか、普通乗車券と回数券についてはオレンジ色の乗換専用自動改札機を出る必要がある。
東急東横線との相互直通運転開始により、副都心線のさらなる乗客増が見込まれることから、乗換通路の混雑緩和のため、2012年から2013年2月にかけてエスカレーターの増設と専用改札口の新設、切符売り場の増設、および丸ノ内線新宿御苑前方改札口の移設が行われた。なお、新設された専用改札口の自動改札機は東芝製だが、他の改札口と比べて、正面投入口の下部が斜めになっている。
2013年（平成25年）3月4日より朝ラッシュ時のみ乗り換えが一方通行化され、同時間帯の丸ノ内線から副都心線への乗り換えに連絡通路が使用できなくなった（改札を出て乗り換える必要がある）。

#### 丸ノ内線
島式ホーム1面2線を有する地下駅。新宿通りの直下、新宿三丁目交差点付近を東端とし、西方に延びている。改札口は地下1階、ホームは地下2階にある。
従来、伊勢丹側の階段はホームの東端にあったが、副都心線との連絡通路を設置するスペースを捻出するため、2006年8月13日より新宿方に約30m移動した。改札口もこれに合わせて移動している。さらに2013年3月に移設されたことは前記した。
トイレは地下1階改札外東端（副都心線・都営新宿線連絡階段付近）にあり、ユニバーサルデザインの一環として多機能トイレを併設している。
新宿側に渡り線があり、早朝深夜に中野坂上方面に折り返す列車が設定されている。
2017年（平成29年）4月に、発車標が他駅に先駆けてLCD式の新型へ更新され、あわせて接近放送も変更された。2017年の更新当初、接近放送は日本語のみで案内されていたが、他駅での本格導入が進んだ2019年より他の接近放送更新駅と同様に英語の接近放送が追加され、発車標の行き先表示に中国語・韓国語表示が追加された。

#### 副都心線
島式ホーム1面2線を有する地下駅。明治通りの直下、新宿三丁目交差点から新宿四丁目交差点付近に位置する。
明治神宮前駅や渋谷駅と同様に、コンコース階とホーム階の一部に吹き抜けが設置されている。トイレは地下2階北側の改札口内にあり、多機能トイレを併設している。
既設であった丸ノ内線と都営新宿線の間に作られたが、丸ノ内線を30 cm下でくぐってからホーム自体に勾配をつけつつ都営新宿線のトンネルのわずか11 cm上を越えるという複雑な構造となり、駅の完成までに7年を要している。
東新宿寄りに引き上げ線が設置されており、東急東横線・横浜高速鉄道みなとみらい線方面からの当駅終着・始発列車が朝・夕ラッシュ時に設定されている。副都心線開業時のダイヤでは早朝に当駅始発の渋谷行、平日朝ラッシュ時に渋谷から当駅終着の回送列車がそれぞれ設定されていたが、2013年3月16日に東横線・みなとみらい線との相互直通運転が開始されると、当駅始発・終着の列車が大幅に増加した。昼間の時間帯に当駅終着・始発が2本/hの割合で設定されていたが、2017年3月25日のダイヤ改正で、当駅止まりの列車は日中を中心に池袋駅・和光市駅まで延長された。また夜間留置が設定されている。
なお、副都心線開業当時からほぼ終日警備員および駅員による立ち番がいる。
有料座席指定列車「S-TRAIN」は、土曜・休日ダイヤのみ副都心線に入線し、当駅にも停車する。なお、当駅から東京メトロ線内のみの乗車はできない（西武池袋線石神井公園から当駅まで、また当駅から東急東横線自由が丘までといった区間は乗車できる）。

#### のりば

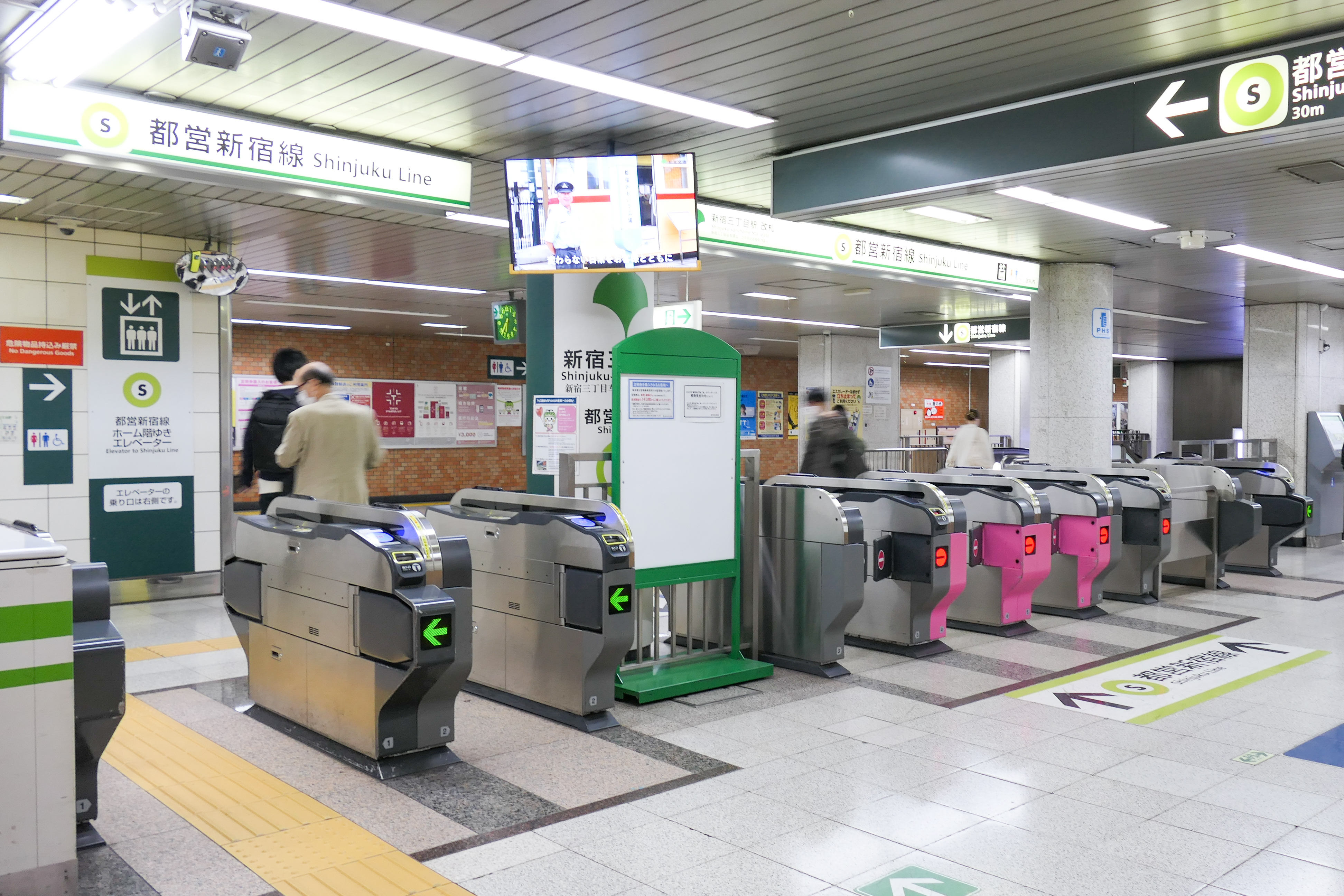
改札口（2022年10月）
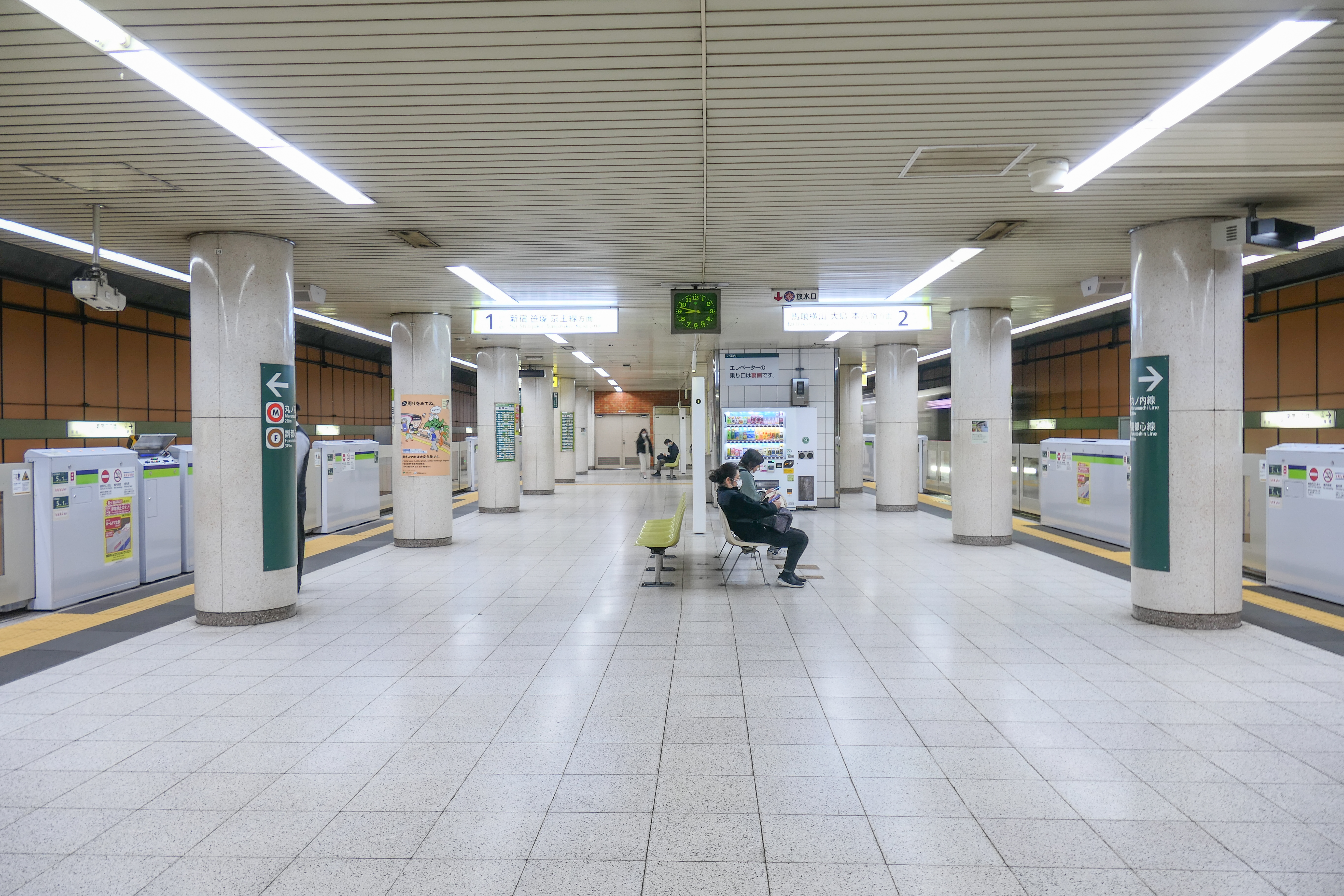
ホーム（2022年10月）

| 番線                      | 路線     | 行先                       |
| ------------------------- | -------- | -------------------------- |
| 丸ノ内線ホーム（地下2階） |          |                            |
| 1                         | 丸ノ内線 | 荻窪・方南町方面           |
| 2                         | 丸ノ内線 | 池袋方面                   |
| 副都心線ホーム（地下3階） |          |                            |
| 3                         | 副都心線 | 渋谷方面                   |
| 4                         | 副都心線 | 和光市・森林公園・飯能方面 |

（出典：東京メトロ:構内図）

#### 発車メロディ
全ホームでスイッチ制作の発車メロディ（発車サイン音）を使用している。
| 番線 | 路線     | 曲名             | 作曲者   |
| ---- | -------- | ---------------- | -------- |
| 1    | 丸ノ内線 | ステーションベル | 福嶋尚哉 |
| 2    | 丸ノ内線 | ひとやすみ       | 谷本貴義 |
| 3    | 副都心線 | 不思議のワルツ   | 塩塚博   |
| 4    | 副都心線 | 夢見るハート     | 大和優子 |

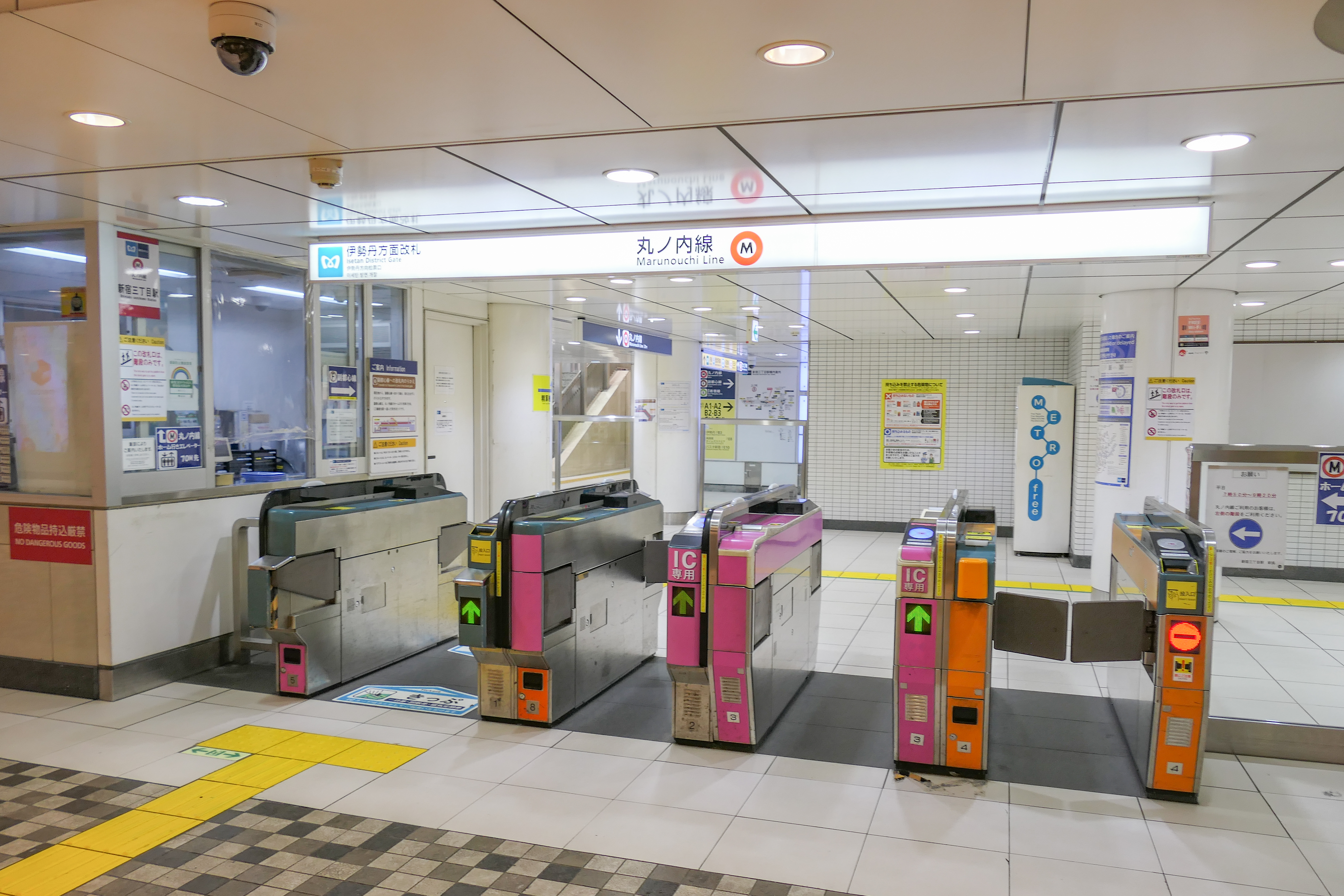
伊勢丹方面改札（2022年10月）
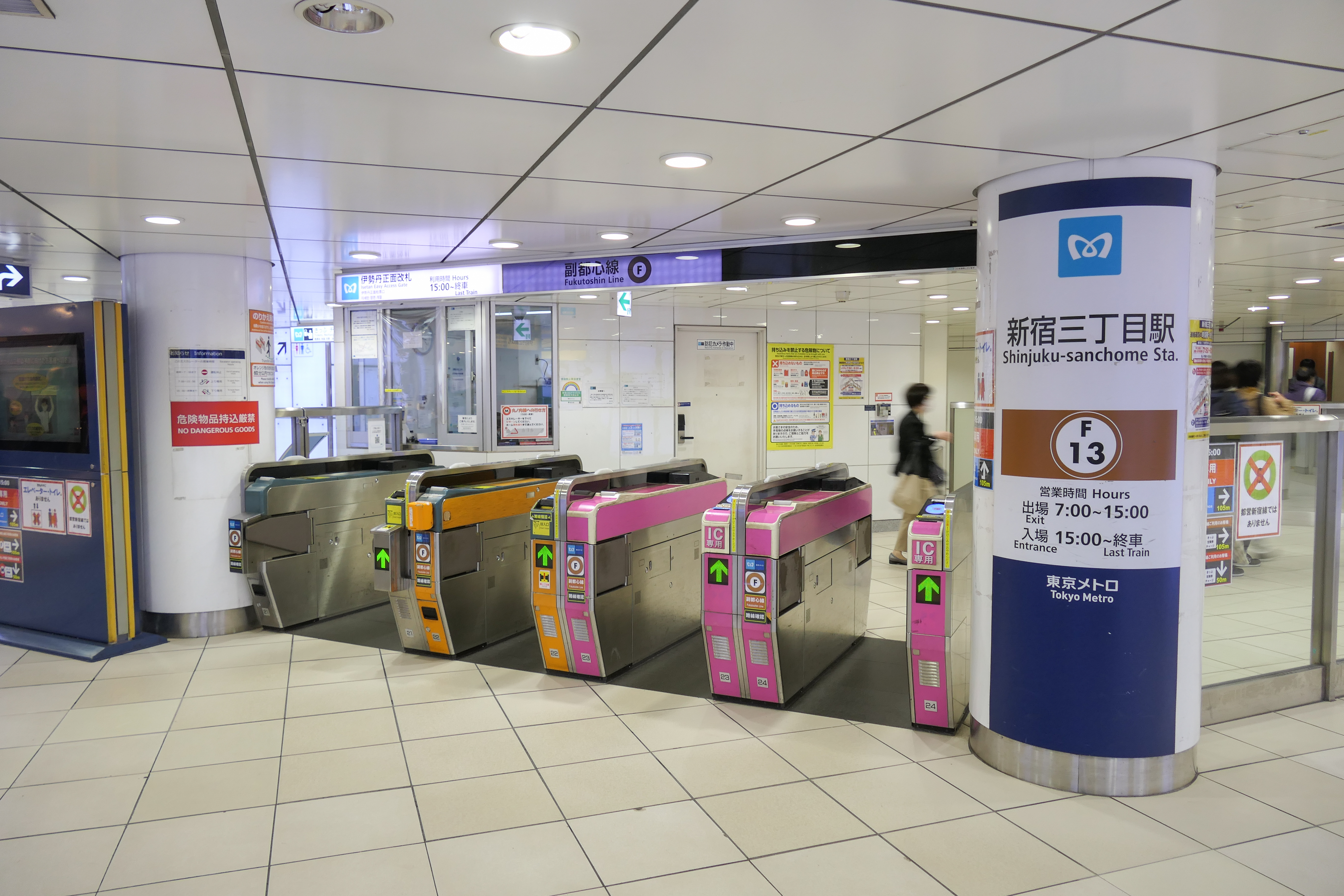
伊勢丹正面改札（2022年10月）
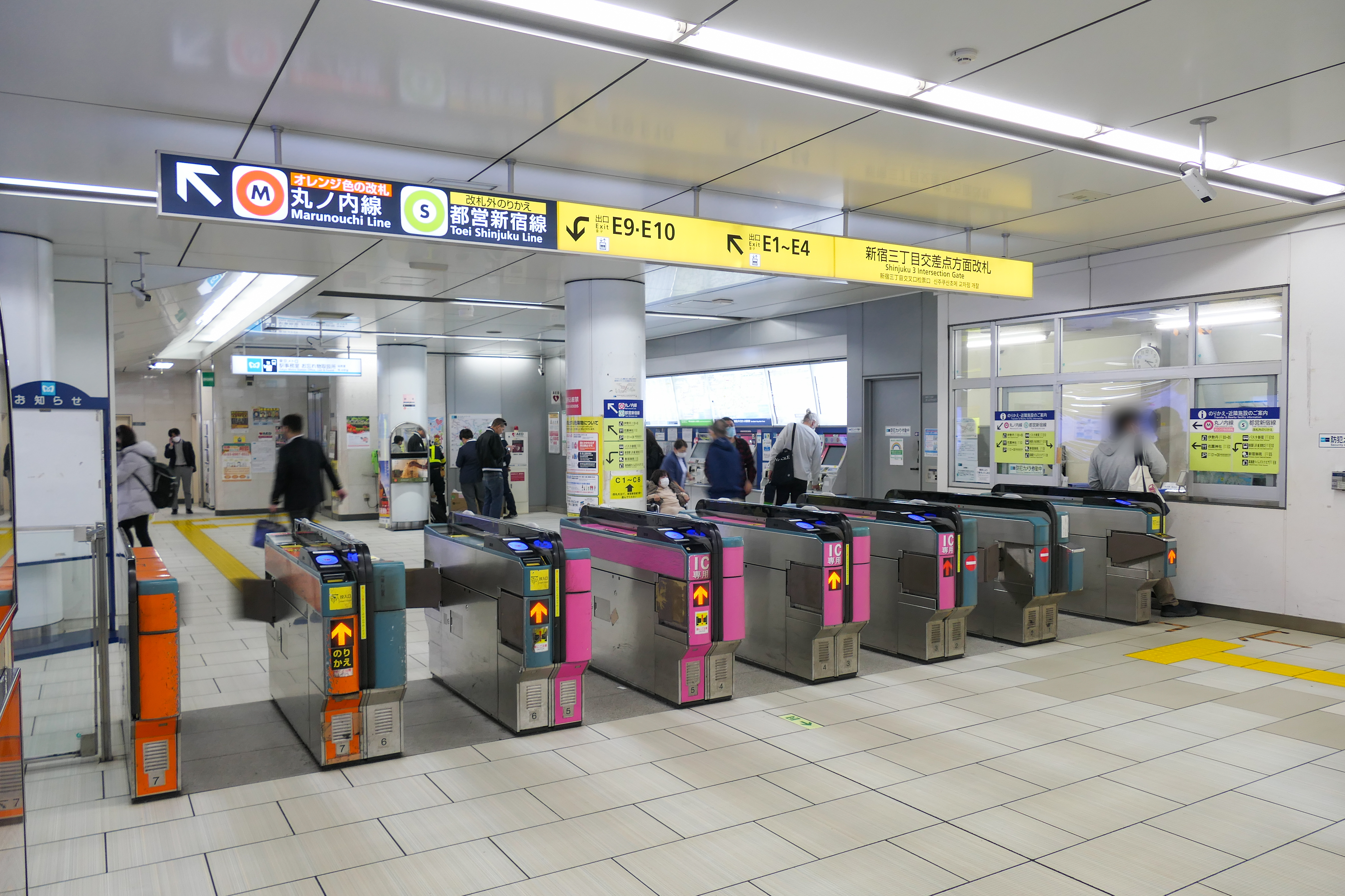
新宿三丁目方面改札（2022年10月）
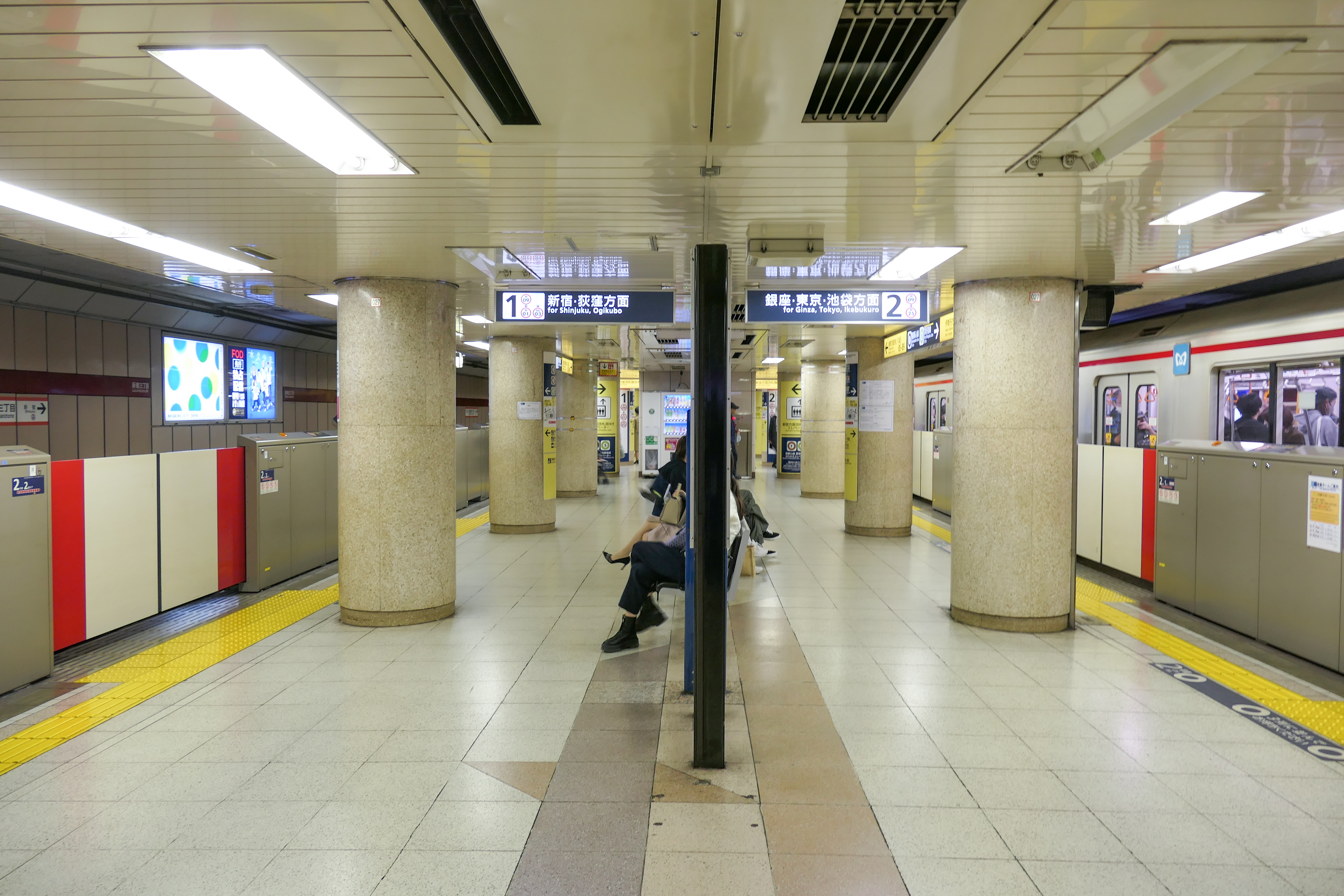
1・2番線ホーム（2022年10月）
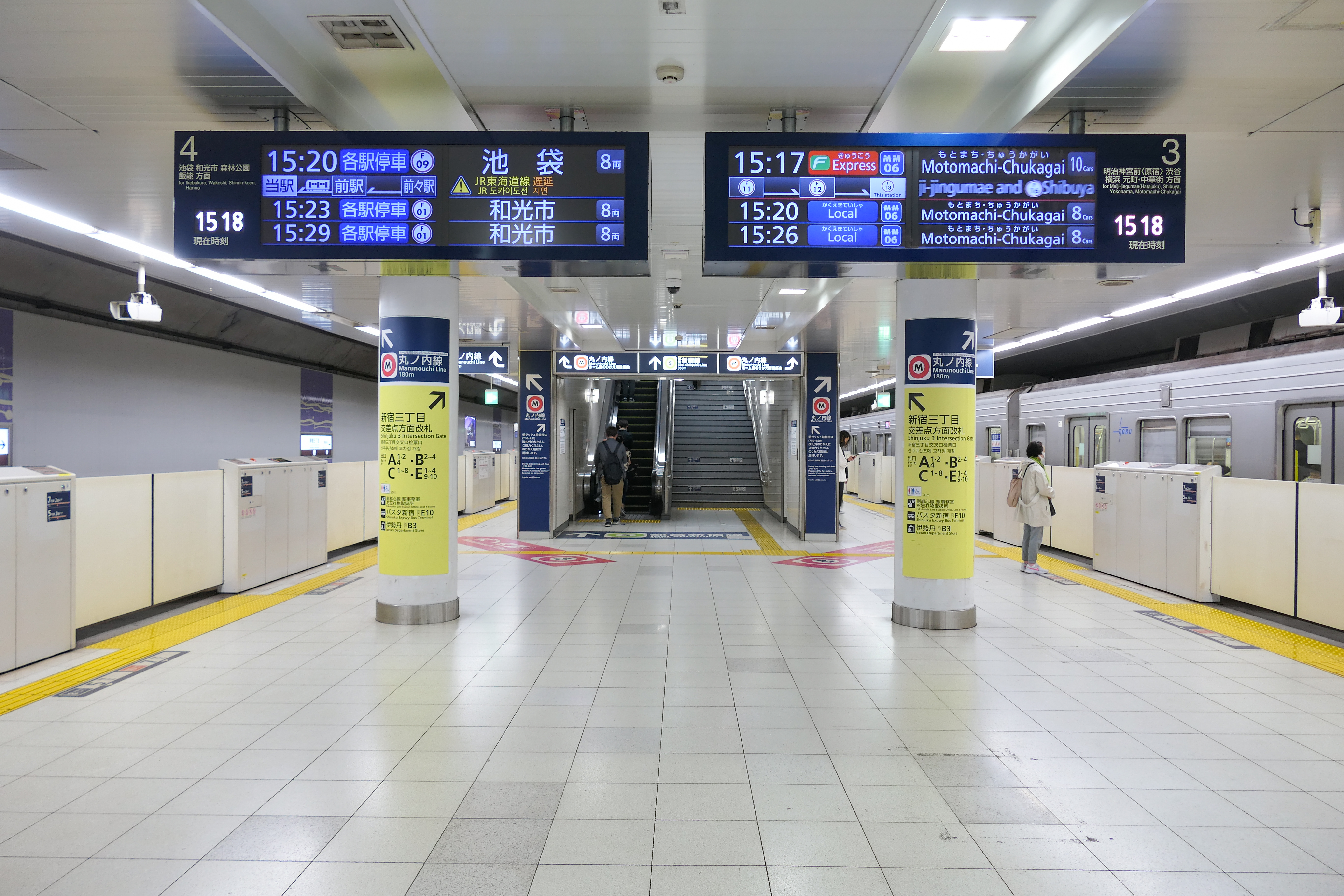
3・4番線ホーム（2022年10月）

### 都営地下鉄
ホームは地下3階、改札口は地下1階にある。島式ホーム1面2線を有する地下駅。ホームは曲線部にあり見通しが悪いため、早朝を除き、係員がホームに常駐している。改札口は1か所のみ。改札口とは別に乗り継ぎのための窓口精算所を設置している。トイレは改札内にある。
当駅は新宿通り（国道20号）から民有地を曲線で横断しながら、さらに都道305号を横切ってBYGS（ビッグス）新宿ビルの地下に至る227 mの区間である。当駅は大部分が民有地地下にあり、建設時には開削工事が行われた。BYGS（ビッグス）新宿ビルの地下部（60.6 m）は新宿ゴルフ場跡地で、新宿線建設時には曙橋駅に向かうシールドマシンの発進基地（立坑）として使用された（花園工区・曙橋駅の330 m手前まで単線シールド2本 892.522 m施工）。
花園工区は五洋建設が工事を請け負った場所であり、都営新宿線建設時には構築上部に十字型のホテルを建築する計画があった。このため、地下1階・2階には地下鉄の駅施設に加えてホテルの構築が準備されていた。しかし、実際にビルが建築される時期になると、建物はホテルからオフィスビルへと計画が変更となった経緯があり、ビル建設時には地下鉄の施設を維持しながら基礎を造り直すという大規模な工事が行われた。この高層ビルは「BYGS（ビッグス）新宿ビル」と名付けられ、1985年4月15日に日本国内では初めての高層ビル（高さ58.05 m）と地下鉄施設の合築として完成した。
駅（所在地・新宿三丁目3-2）の大部分は新宿三丁目にあるが、ホームの西端と一部の出入口（C7・8番出入口）は新宿二丁目にある。都庁前駅務管区市ヶ谷駅務区の管轄。業務委託駅。

#### のりば
| 番線 | 路線       | 行先              |
| ---- | ---------- | ----------------- |
| 1    | 都営新宿線 | 新宿・ 京王線方面 |
| 2    | 都営新宿線 | 本八幡方面        |

（出典：都営地下鉄:駅構内図）
- 改札口（2022年10月）
- ホーム（2022年10月）

## 利用状況
- 東京メトロ - 2024年度の1日平均乗降人員は152,460人である[メトロ 1]。
東京メトロ全130駅の中では西日暮里駅に次いで第16位。この値は丸ノ内線⇔副都心線間の乗換人員を含まない。2008年に副都心線が開業し、さらに2013年に東急東横線と相互直通運転を開始したことを機に利便性が向上し、乗降人員が大幅に増加した。
  - 丸ノ内線⇔副都心線間の乗換人員を含んだ、2018年度の路線別1日平均乗降人員は以下の通りである[乗降データ 1]。
    - 丸ノ内線 - 175,360人 - 同線内では池袋駅、新宿駅、東京駅、赤坂見附駅、大手町駅に次ぐ第6位。
    - 副都心線 - 214,327人 - 同線内では渋谷駅、小竹向原駅に次ぐ第3位。
- 都営地下鉄 - 2023年度の1日平均乗降人員は68,174人（乗車人員：33,272人、降車人員：34,902人）である[都交 1]。
新宿線全21駅の中では小川町駅に次いで第9位。

### 年度別1日平均乗降人員
各年度の1日平均乗降人員は下表の通りである。
| 年度               | 営団 / 東京メトロ | 営団 / 東京メトロ | 都営地下鉄       | 都営地下鉄 |
| 年度               | 1日平均 乗降人員  | 増加率            | 1日平均 乗降人員 | 増加率     |
| ------------------ | ----------------- | ----------------- | ---------------- | ---------- |
| 2000年（平成12年） | 49,807            |                   |                  |            |
| 2001年（平成13年） | 48,251            | −3.1%             |                  |            |
| 2002年（平成14年） | 46,712            | −3.2%             | 38,850           |            |
| 2003年（平成15年） | 47,091            | 0.8%              | 38,451           | −1.0%      |
| 2004年（平成16年） | 47,314            | 0.5%              | 37,935           | −1.3%      |
| 2005年（平成17年） | 47,027            | −0.6%             | 38,127           | 0.5%       |
| 2006年（平成18年） | 47,034            | 0.0%              | 38,918           | 2.1%       |
| 2007年（平成19年） | 46,107            | −2.3%             | 41,428           | 6.5%       |
| 2008年（平成20年） | 92,492            | 100.6%            | 47,842           | 15.5%      |
| 2009年（平成21年） | 96,951            | 4.8%              | 51,060           | 6.7%       |
| 2010年（平成22年） | 99,359            | 2.5%              | 51,304           | 0.5%       |
| 2011年（平成23年） | 97,688            | −1.7%             | 50,458           | −1.7%      |
| 2012年（平成24年） | 102,605           | 5.0%              | 52,303           | 3.7%       |
| 2013年（平成25年） | 133,613           | 30.2%             | 60,897           | 16.4%      |
| 2014年（平成26年） | 140,767           | 5.4%              | 64,277           | 5.5%       |
| 2015年（平成27年） | 149,796           | 6.4%              | 68,358           | 6.3%       |
| 2016年（平成28年） | 156,401           | 4.4%              | 70,611           | 3.3%       |
| 2017年（平成29年） | 163,044           | 4.2%              | 73,148           | 3.6%       |
| 2018年（平成30年） | 167,437           | 2.7%              | 74,634           | 2.0%       |
| 2019年（令和元年） | 165,247           | −1.3%             | 74,576           | −0.1%      |
| 2020年（令和02年） | 100,585           | −39.1%            | 48,589           | −34.8%     |
| 2021年（令和03年） | 110,177           | 9.5%              | 52,411           | 7.9%       |
| 2022年（令和04年） | 129,191           | 17.3%             | 61,167           | 16.7%      |
| 2023年（令和05年） | 142,867           | 10.6%             | 68,174           | 11.5%      |
| 2024年（令和06年） | 152,460           | 6.7%              |                  |            |

### 年度別1日平均乗車人員（1958年 - 2000年）
各年度の1日平均乗車人員は下表の通りである。
| 年度               | 営団   | 都営地下鉄 | 出典              |
| ------------------ | ------ | ---------- | ----------------- |
| 1958年（昭和33年） | 12,589 | 未開業     | [ 東京都統計 1 ]  |
| 1959年（昭和34年） | 13,720 | 未開業     | [ 東京都統計 2 ]  |
| 1960年（昭和35年） | 15,738 | 未開業     | [ 東京都統計 3 ]  |
| 1961年（昭和36年） | 12,154 | 未開業     | [ 東京都統計 4 ]  |
| 1962年（昭和37年） | 13,002 | 未開業     | [ 東京都統計 5 ]  |
| 1963年（昭和38年） | 13,400 | 未開業     | [ 東京都統計 6 ]  |
| 1964年（昭和39年） | 17,623 | 未開業     | [ 東京都統計 7 ]  |
| 1965年（昭和40年） | 16,074 | 未開業     | [ 東京都統計 8 ]  |
| 1966年（昭和41年） | 13,363 | 未開業     | [ 東京都統計 9 ]  |
| 1967年（昭和42年） | 14,053 | 未開業     | [ 東京都統計 10 ] |
| 1968年（昭和43年） | 14,788 | 未開業     | [ 東京都統計 11 ] |
| 1969年（昭和44年） | 15,636 | 未開業     | [ 東京都統計 12 ] |
| 1970年（昭和45年） | 16,299 | 未開業     | [ 東京都統計 13 ] |
| 1971年（昭和46年） | 16,628 | 未開業     | [ 東京都統計 14 ] |
| 1972年（昭和47年） | 16,496 | 未開業     | [ 東京都統計 15 ] |
| 1973年（昭和48年） | 16,438 | 未開業     | [ 東京都統計 16 ] |
| 1974年（昭和49年） | 14,868 | 未開業     | [ 東京都統計 17 ] |
| 1975年（昭和50年） | 16,060 | 未開業     | [ 東京都統計 18 ] |
| 1976年（昭和51年） | 15,825 | 未開業     | [ 東京都統計 19 ] |
| 1977年（昭和52年） | 15,910 | 未開業     | [ 東京都統計 20 ] |
| 1978年（昭和53年） | 15,882 | 未開業     | [ 東京都統計 21 ] |
| 1979年（昭和54年） | 16,689 | 9,500      | [ 東京都統計 22 ] |
| 1980年（昭和55年） | 19,558 | 11,540     | [ 東京都統計 23 ] |
| 1981年（昭和56年） | 21,126 | 13,345     | [ 東京都統計 24 ] |
| 1982年（昭和57年） | 21,784 | 14,296     | [ 東京都統計 25 ] |
| 1983年（昭和58年） | 22,773 | 16,292     | [ 東京都統計 26 ] |
| 1984年（昭和59年） | 23,625 | 17,110     | [ 東京都統計 27 ] |
| 1985年（昭和60年） | 23,893 | 17,405     | [ 東京都統計 28 ] |
| 1986年（昭和61年） | 24,668 | 18,107     | [ 東京都統計 29 ] |
| 1987年（昭和62年） | 24,768 | 18,790     | [ 東京都統計 30 ] |
| 1988年（昭和63年） | 24,830 | 19,471     | [ 東京都統計 31 ] |
| 1989年（平成元年） | 24,392 | 20,323     | [ 東京都統計 32 ] |
| 1990年（平成02年） | 24,721 | 21,005     | [ 東京都統計 33 ] |
| 1991年（平成03年） | 24,251 | 21,391     | [ 東京都統計 34 ] |
| 1992年（平成04年） | 23,589 | 16,871     | [ 東京都統計 35 ] |
| 1993年（平成05年） | 23,060 | 20,011     | [ 東京都統計 36 ] |
| 1994年（平成06年） | 22,808 | 20,260     | [ 東京都統計 37 ] |
| 1995年（平成07年） | 21,975 | 19,770     | [ 東京都統計 38 ] |
| 1996年（平成08年） | 23,110 | 19,989     | [ 東京都統計 39 ] |
| 1997年（平成09年） | 23,260 | 20,392     | [ 東京都統計 40 ] |
| 1998年（平成10年） | 23,293 | 21,526     | [ 東京都統計 41 ] |
| 1999年（平成11年） | 22,779 | 20,828     | [ 東京都統計 42 ] |
| 2000年（平成12年） | 22,564 | 20,260     | [ 東京都統計 43 ] |

### 年度別1日平均乗車人員（2001年以降）
| 年度               | 営団 / 東京メトロ | 営団 / 東京メトロ | 都営地下鉄 | 出典              |
| 年度               | 丸ノ内線          | 副都心線          | 都営地下鉄 | 出典              |
| ------------------ | ----------------- | ----------------- | ---------- | ----------------- |
| 2001年（平成13年） | 21,962            | 未開業            | 19,090     | [ 東京都統計 44 ] |
| 2002年（平成14年） | 21,490            | 未開業            | 19,055     | [ 東京都統計 45 ] |
| 2003年（平成15年） | 21,587            | 未開業            | 18,803     | [ 東京都統計 46 ] |
| 2004年（平成16年） | 21,518            | 未開業            | 18,398     | [ 東京都統計 47 ] |
| 2005年（平成17年） | 21,444            | 未開業            | 18,411     | [ 東京都統計 48 ] |
| 2006年（平成18年） | 21,345            | 未開業            | 18,638     | [ 東京都統計 49 ] |
| 2007年（平成19年） | 21,120            | 未開業            | 19,718     | [ 東京都統計 50 ] |
| 2008年（平成20年） | 21,340            | 24,557            | 23,064     | [ 東京都統計 51 ] |
| 2009年（平成21年） | 22,077            | 25,570            | 24,748     | [ 東京都統計 52 ] |
| 2010年（平成22年） | 22,356            | 26,447            | 24,889     | [ 東京都統計 53 ] |
| 2011年（平成23年） | 21,945            | 26,413            | 24,435     | [ 東京都統計 54 ] |
| 2012年（平成24年） | 23,022            | 27,701            | 25,430     | [ 東京都統計 55 ] |
| 2013年（平成25年） | 26,224            | 40,178            | 29,732     | [ 東京都統計 56 ] |
| 2014年（平成26年） | 27,185            | 43,115            | 31,421     | [ 東京都統計 57 ] |
| 2015年（平成27年） | 28,612            | 46,361            | 33,490     | [ 東京都統計 58 ] |
| 2016年（平成28年） | 29,888            | 48,745            | 34,589     | [ 東京都統計 59 ] |
| 2017年（平成29年） | 31,019            | 51,063            | 35,916     | [ 東京都統計 60 ] |
| 2018年（平成30年） | 31,649            | 52,551            | 36,679     | [ 東京都統計 61 ] |
| 2019年（令和元年） | 41,352            | 41,290            | 36,637     | [ 東京都統計 62 ] |
| 2020年（令和02年） |                   |                   | 23,793     |                   |
| 2021年（令和03年） |                   |                   | 25,623     |                   |
| 2022年（令和04年） |                   |                   | 29,801     |                   |
| 2023年（令和05年） |                   |                   | 33,272     |                   |

備考
1. ↑  1958年3月15日開業。開業日から1959年3月31日までの計17日間を集計したデータ。
2. ↑  1980年3月16日開業。開業日から1980年3月31日までの計16日間を集計したデータ。
3. ↑  2008年6月14日開業。開業日から翌年3月31日までの計291日間を集計したデータ。

## 駅周辺

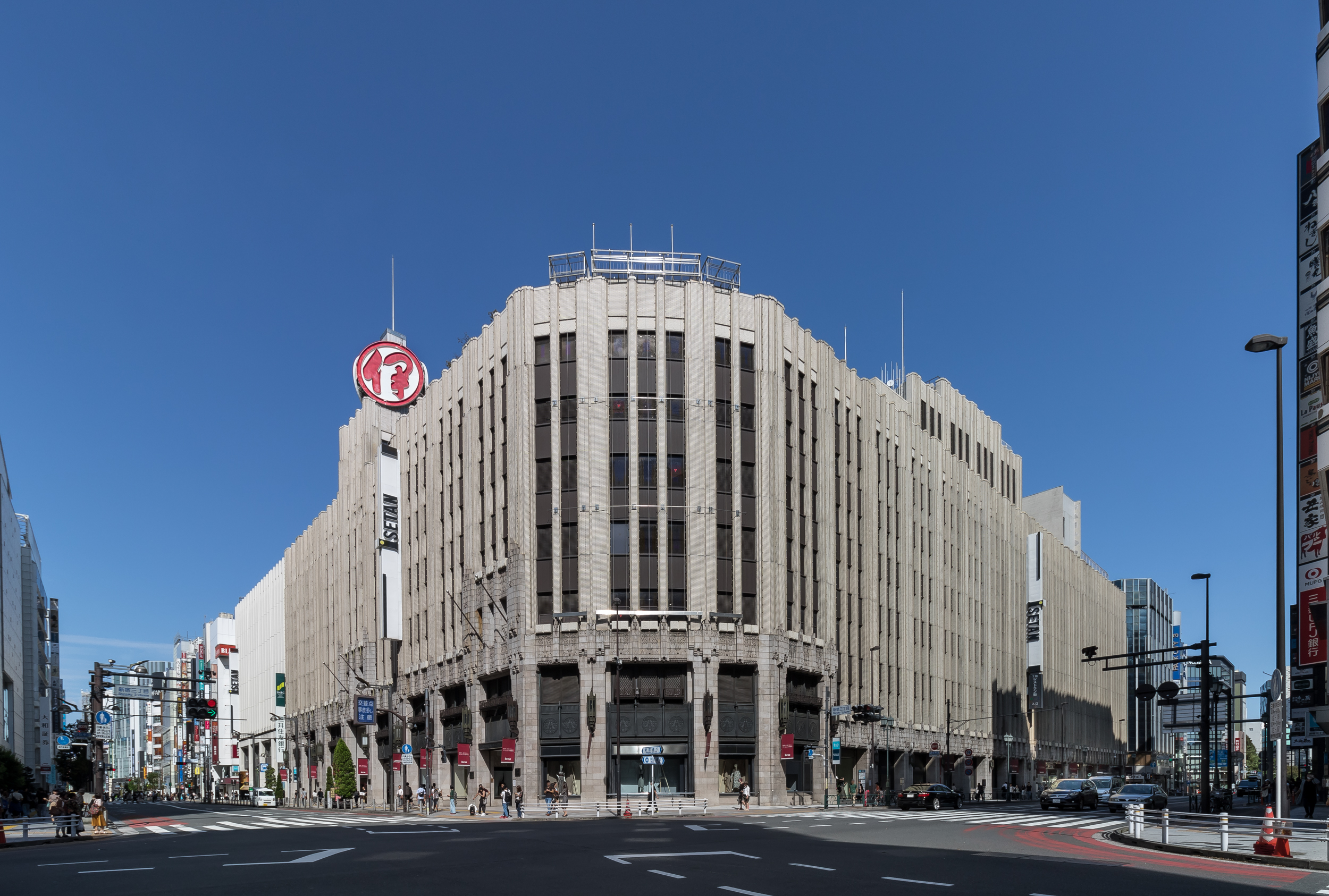
伊勢丹新宿本店

当駅およびメトロプロムナードで連絡している丸ノ内線新宿駅の出入口は非常に多いため、両駅の出入口を一括して、以下の規則に従い「アルファベット（A・B・C・Eのいずれか）+数字」の形式で出口番号を設定している。本項では、両駅間のほぼ中間地点に存在する新宿サブナード地下街（B10出口付近）から新宿三丁目駅側（東側）を中心に記載している。

### A
メトロプロムナードより南側の出入口。
- A1：三菱丸江ビル・JTB・新宿御苑
- A2・A3：新宿マルイ本館（A3は閉鎖中）
- A4：丸井・喜多ビル
- A5：ビックカメラ新宿東口店
- A6：中村屋（閉鎖中）
- A7：新宿高野

### B
メトロプロムナードより北側の出入口。
- B1：都営地下鉄への階段に割り当てられている
- B2：三和東洋ビル・映画街・新宿末廣亭
- B3：伊勢丹新宿本店・新宿文化センター
- B4：伊勢丹新宿本店
- B5：三井住友銀行新宿通支店・伊勢丹 新宿本店・新宿三郵便局
- B6：T&TIIIビル
- B7：紀伊國屋ビル・新宿区役所
- B9：新宿マルイカレン
- B10：新宿サブナード・西武新宿駅
- B11：歌舞伎町・みずほ銀行

### C
新宿線開業時に設置された出入口。
- C1：JTB・京王新宿三丁目ビル・新宿三丁目イーストビル（新宿マルイアネックス・新宿バルト9）・世界堂
- C2：三和東洋ビル
- C3：東新宿ビル・みずほ銀行
- C4：京王新宿三丁目第二ビル
- C5：新宿御苑・要通り
- C6：新宿区役所・花園神社
- C7：四谷警察署御苑大通交番・パークシティ伊勢丹・ヨドバシホールディングス本社ビル・東京医科大学・きらぼし銀行新宿本店営業部・静岡銀行新宿支店・全国生活と健康を守る会連合会
- C8：新宿二丁目・BYGS（ビッグス）新宿ビル・花園通り・東京電力株式会社東京支店・新宿二郵便局

### E
副都心線開業時に設置された出入口。
- E1：日清食品・新宿区役所 第二分庁舎・新宿明治通郵便局・よしもと東京本部
- E2：新宿区役所・花園神社・新宿マルイメン・伊勢丹メンズ館
- E3：コメ兵 新宿店・ユニクロ 新宿三丁目店
- E4：レインボービレッジビル
- E5：天龍寺・東京都立新宿高等学校・新宿御苑
- E6：新四curumuビル
- E7：レイフラット・ダヴィンチ新宿
- E8：JR東日本新宿駅新南改札・タカシマヤタイムズスクエア
- E9：甲州街道（国道20号）・明治通り・WINS新宿（中央競馬場外馬券売場）・IDC大塚家具新宿ショールーム（旧三越新館）
- E10：JR新宿駅東南口広場・南口・甲州街道改札[注釈 6]・JR新宿ミライナタワー・バスタ新宿

## バス路線
最寄りのバス停留所は新宿五丁目・新宿追分・新宿伊勢丹前・新宿四丁目・新宿三丁目の5停留所である。以下の路線が乗り入れ、東京都交通局・京王バスによって運行されている。休日は当駅周辺で歩行者天国が実施されるため、早77系統・品97系統は経由する停留所が変わる。
この他、新宿地区の高速バスが発着するバスタ新宿は、丸ノ内線・副都心線では当駅が最寄りとなっている。
| のりば       | 運行事業者 | 系統・行先 | 備考                                                         |
| 新宿五丁目   | 新宿五丁目 | 新宿五丁目 | 新宿五丁目                                                   |
| ------------ | ---------- | --- | ------------------------------------------------------------ |
| 1            | 都営バス   | - 白61：練馬車庫前・練馬駅 - 宿74：東京女子医大前 宿75：東京女子医大前・三宅坂 - 早77：早稲田 - 品97：品川駅高輪口 | - 「早77」は休日始発 - 18時のみ発着 - 「品97」は休日のみ発着 |
| 2            | 都営バス   | 白61・宿74・宿75・早77・品97：新宿駅西口                                                                           | 「品97」は休日のみ発着                                       |
| 新宿追分     |            | |                                                              |
| 3            | 都営バス   | 品97：品川駅高輪口                                                                                                 | 平日・土曜のみ発着                                           |
| 4            | 都営バス   | 品97：新宿駅西口                                                                                                   | 平日・土曜のみ発着                                           |
| 新宿伊勢丹前 |            | |                                                              |
| 5            | 都営バス   | 池86：池袋駅東口・池袋サンシャインシティ・早稲田                                                                   |                                                              |
| 6            | 都営バス   | 早77：早稲田 | 平日・土曜・休日18時以降のみ発着                             |
| 7            | 都営バス   | 池86：渋谷駅東口（循環）                                                                                           |                                                              |
| 新宿四丁目   |            | |                                                              |
| 8            | 都営バス   | 池86：池袋駅東口・池袋サンシャインシティ・早稲田                                                                   |                                                              |
| 9            | 都営バス   | 池86：渋谷駅東口（循環）                                                                                           |                                                              |
| 新宿三丁目   |            | |                                                              |
| 10           | 都営バス   | 品97：品川駅高輪口                                                                                                 | 平日・土曜のみ発着                                           |
| 11           | 都営バス   | 品97：新宿駅西口                                                                                                   | 平日・土曜のみ発着                                           |
| 12           | 都営バス   | 品97：新宿駅西口                                                                                                   | 休日のみ発着                                                 |
| 12           | 京王バス   | 030：永福町 | 休日のみ運行                                                 |
| 13           | 都営バス   | 品97：品川駅高輪口                                                                                                 | 休日のみ発着                                                 |

## 付記
- 丸ノ内線の当駅 - 新宿間の駅間距離は営業キロ0.3 kmと、東京メトロの中では最も短い。なお、都営新宿線の当駅 - 新宿間の営業キロは0.8 kmである。営業キロに差が出ているのは、丸ノ内線の新宿駅がJR線の直下にあるのに対し、新宿線の同駅がJR線の西側にあることと、当駅で丸ノ内線の最東端と新宿線の最西端が交差していることによって駅中心の位置に大きな差が発生している事による。
- 当駅を題材にした小説に『丸ノ内線七十秒の壁』（蘇部健一）がある。
- 当駅開業前の1945年（昭和20年）まで、当駅付近に京王電気軌道（後に京王帝都電鉄、現・京王電鉄）のターミナル駅として京王新宿駅が存在していた（「京王線#歴史」も参照）。同駅の跡地は京王帝都電鉄の旧本社ビルとなり、本社移転後も登記上本店・新宿事務所はこの地（京王新宿三丁目ビル）にある[19]。
- 丸ノ内線と副都心線は当駅の他に池袋駅でも接続しているが、丸ノ内線は東京駅を経由する迂回ルートであるのに対し、副都心線はほぼ直進ルートであるため、所要時間は副都心線の方が短い。なお、普通乗車券およびICカードのSF利用では、池袋駅 - 当駅間を丸ノ内線経由で乗車しても運賃は最短経路の副都心線経由で計算される[20]。

## 隣の駅
東京地下鉄（東京メトロ）
 丸ノ内線
新宿駅 (M 08) - 新宿三丁目駅 (M 09) - 新宿御苑前駅 (M 10)
 副都心線

- □S-TRAIN停車駅

■急行・■通勤急行
池袋駅 (F 09) - 新宿三丁目駅 (F 13) - 明治神宮前〈原宿〉駅 (F 15)
■各駅停車
東新宿駅 (F 12) - 新宿三丁目駅 (F 13) - 北参道駅 (F 14)
東京都交通局（都営地下鉄）
 都営新宿線

■急行
通過
■各駅停車
新宿駅 (S 01) - 新宿三丁目駅 (S 02) - 曙橋駅 (S 03)